# 造園科
造園科（ぞうえんか）は、専門教育を主とする学校または職業訓練施設で造園の設計・施工などの基本的な知識と技術を修得させる学科または訓練科。

## 学校

### 高等学校
農業高校では、農業科の専門科目のうち、「造園計画」、「造園技術」、「造園製図」、「造園実習」などを中心に学習し、測量、植栽、肥料等の基礎基本を学ぶ。労働安全衛生法等の法律に基づき、玉掛け技能講習修了証の資格等が取得できる。
1. 茨城県立石岡第一高等学校
2. 埼玉県立杉戸農業高等学校 …… 造園科のほかに、園芸科
3. 長野県須坂園芸高等学校 …… 1968年に造園科を設置
4. 岐阜県立加茂農林高等学校 …… 造園科のほか、林業工学科など
5. 兵庫県立農業高等学校 造園科
6. 熊本県立北稜高等学校 …… 造園科のほかに、園芸科学科がある
7. 沖縄県立中部農林高等学校 …… 造園科のほか、園芸科学科、食品科学科なども

## 職業訓練施設

### 公共職業能力開発施設

#### 職業能力開発校
- 宮城県立仙台高等技術専門校 造園科（6ヵ月課程）
- 石川県立能登産業技術専門校 造園科
- 千葉県立我孫子高等技術専門校 園芸サービス系（造園科一年課程、造園科短期課程）

### 認定職業訓練施設

#### 職業能力開発校
- 新潟市高等職業訓練校 短期課程造園料
- 愛知建連技能専門校 造園科
- 館林地区高等職業訓練校 造園料（2年課程）
- 市原共同高等職業訓練校 造園科

#### 地域職業訓練センター
- 釧路地域職業訓練センター 短期課程造園料

## 学校教育以外の研修施設
- 金沢職人大学校 本科（造園科）

## 造園に類似した学科およびカリキュラムを持つ学校
下記のほかは、環境デザイン学#環境デザイン学科・コース・専攻を持つ日本の大学・短大の造園学系・ランドスケープデザイン系、ガーデンデザイン#ガーデンデザインを学べる日本の教育機関を参照

### 大学
- 千葉大学園芸学部緑地環境学科環境造園学プログラム
- 信州大学農学部森林科学科田園環境工学コース
- 大阪府立大学生命環境科学部緑地環境科学科
- 大阪工業大学工学部都市デザイン工学科 空間デザイン研究室
- 南九州大学環境園芸学部環境園芸学科
- 東京農業大学地域環境科学部造園科学科

### 高等学校
- 普通科緑化システムコース
  - 吉備高原学園高等学校
- 環境科フラワー・ガーデンコース
  - 鳥取県立倉吉農業高等学校（旧環境土木科造園コース）
- 総合学科（環境創造系列）
  - 埼玉県立川越総合高等学校
- 森林環境科環境デザインコース
  - 福島県立会津農林高等学校（旧林業緑地科）
- 総合学科環境デザイン系列
  - 茨城県立坂東総合高等学校（茨城県立猿島高等学校 緑地土木科）
- 環境緑地科
  - 茨城県立真壁高等学校 環境緑地科
  - 栃木県立鹿沼南高等学校（旧栃木県立鹿沼農業高等学校 造園土木科）
- 林業緑地科
  - 石川県立七尾農業高等学校
- グリーンライフ科
  - 長野県臼田高等学校（旧環境緑地科）
- 全日制 農業科-環境科学科
  - 岐阜県立大垣養老高等学校（旧岐阜県大垣農業高等学校環境緑地科）
- 生産技術科
  - 三重県立明野高等学校
- 環境工学科
  - 愛媛県立西条農業高等学校

※以下は、登録ランドスケープアーキテクト受験条件「指定学科等について」で指定がなされている学校
- 造園デザイン科
  - 岡山県立興陽高等学校 造園デザイン科
- 造園土木科
  - 栃木県立小山北桜高等学校 造園土木科
  - 徳島県立城西高等学校神山分校 造園土木科
- 造園緑地科
  - 秋田県立金足農業高等学校 造園緑地科
  - 山梨県立農林高等学校 造園緑地科
- 環境造園科
  - 北海道岩見沢農業高等学校 環境造園科… …ほか、森林科学科がある
  - 三重県立四日市農芸高等学校 環境造園科… …1991年に造園土木科を環境造園科に改編
- 環境システム科
  - 静岡県立天竜林業高等学校
- 環境デザイン科
  - 埼玉県立いずみ高等学校 環境デザイン科
  - 埼玉県立児玉白楊高等学校 環境デザイン科
  - 愛知県立稲沢高等学校 環境デザイン科… …造園コース, 緑化コースの2コース
  - 愛知県立猿投農林高等学校 環境デザイン科
  - 愛知県立新城高等学校 環境デザイン科
  - 奈良県立磯城野高等学校… …造園緑化、緑化デザインの2コース
- 環境科学科
  - 静岡県立静岡農業高等学校 環境科学科
  - 静岡県立磐田農業高等学校 環境科学科
- 環境開発科
  - 愛媛県立伊予農業高等学校 環境開発科
- 緑地計画科
  - 千葉県立茂原樟陽高等学校 緑地計画科（旧千葉県茂原農業高等学校環境計画科）
- 環境建設科
  - 千葉県立成田西陵高等学校 環境建設科
- 環境工学科
  - 青森県立柏木農業高等学校 （2年次にコースを選択） 農業土木コース 造園コースの2コース
  - 岩手県立水沢農業高等学校 環境工学科
  - 広島県立庄原実業高等学校 環境工学科
- 環境創造科
  - 沖縄県立南部農林高等学校（旧緑地工学科）
- 環境土木科
  - 群馬県立藤岡北高等学校 環境土木科
  - 三重県立久居農林高等学校 環境土木科
  - 島根県立松江農林高等学校 環境土木科
- 環境緑化科
  - 大阪府立園芸高等学校 環境緑化科
- 環境緑地科
  - 山形県立置賜農業高等学校 環境緑地科
  - 神奈川県立相原高等学校（旧環境土木科）
  - 滋賀県立湖南農業高等学校 環境緑地科
  - 京都府立農芸高等学校 環境緑地科
  - 奈良県立御所実業高等学校 環境緑地科
  - 福岡県立行橋高等学校 環境緑地科
  - 福岡県立久留米筑水高等学校 環境緑地科
  - 佐賀県立高志館高等学校（旧緑地土木科）
- 緑地デザイン科
  - 滋賀県立八日市南高等学校 緑地デザイン科
  - 鳥取県立鳥取湖陵高等学校 緑地デザイン科
- 緑地環境科
  - 東京都立農芸高等学校 緑地環境科
- 緑地計画科
  - 東京都立農業高等学校 緑地計画科
- 緑地土木科
  - 福島県立磐城農業高等学校 緑地土木科
  - 群馬県立勢多農林高等学校 緑地土木科
  - 広島県立西条農業高等学校 緑地土木科… …1988年、造園科と農業土木科を統合し緑地土木科に改組
- 総合グリーン科学科
  - 石川県立翠星高等学校 総合グリーン科学科
- 総合学科
  - 新潟県立巻総合高等学校 総合学科（グリーンテクノロジー系列）
  - 高知県立春野高等学校環境デザイン系列（旧高知県立高知園芸高等学校 環境デザイン科）
  - 山口県立宇部西高等学校 総合学科（環境緑化系列）… …1967年、造園科を設置し、1990年に造園科を造園土木科に改組する
  - 長崎県立大村城南高等学校 総合学科（環境デザイン系列）
  - 熊本県立翔陽高等学校 総合学科（エコロジー系列）
- 園芸デザイン科
  - 広島県立沼南高等学校
- 園芸科園芸デザインコースガーデニング専攻
  - 東京都立園芸高等学校（旧造園デザイン科）
- 森林環境科造園班
  - 宮城県柴田農林高等学校
- 農業科環境科学科
  - 岐阜県立大垣養老高等学校（旧環境園芸科）

### 短期大学
1. 拓殖大学北海道短期大学環境農学科環境農学コース
2. 専修大学北海道短期大学 みどりの総合科学科
3. 東京農業大学短期大学部 環境緑地学科
4. 西日本短期大学 緑地環境学科

### 専門学校
1. 岐阜県立国際園芸アカデミー マイスター科造園緑化コース
2. 札幌工科専門学校 環境緑地工学科
3. 中央工学校 造園デザイン科
4. 日本ガーデンデザイン専門学校 ガーデンデザイン学科
5. 富山国際職藝学院 環境職藝科
6. テクノ・ホルティ園芸専門学校 造園、環境緑化コース
7. 修成建設専門学校 ガーデンデザイン学科
8. IWAD環境福祉専門学校 みどりの環境学科

## 造園に類似した訓練科を持つ職業訓練施設

### 公共職業能力開発施設

#### 職業能力開発校
- 愛知県立岡崎高等技術専門校 造園施工科、造園管理科（1年課程）
- 東京都立多摩職業能力開発センター 造園土木施工科、庭園施工管理科（6ヶ月課程）
- 神奈川県立東部総合職業技術校 造園コース（1年課程）
- 神奈川県立東部総合職業技術校 庭園管理コース、庭園エクステリアコース（6ヶ月課程）

### 認定職業訓練施設

#### 職業能力開発校
- 鹿児島造園技術専門校庭園管理士コース

## 資格の受験条件

### 造園施工管理技士
造園科、造園学科をはじめ、以下旧制高等教育機関も含め環境造園科、造園デザイン工学科、造園デザイン科、造園工学科、造園林学科、造園土木科、造園緑地科といった名称の学科出身者は、所定の実務年数を経て造園施工管理技士の受験資格を得ることができる（番号は08）。
東京農業大学地域環境科学部（農学部から分岐）造園科学科（旧造園学科）に関しても、同様である。

### 登録ランドスケープアーキテクト
登録ランドスケープアーキテクト受験条件「指定学科等について」で造園科の名の学科はすべてで指定がなされている。造園に類似した学科を持つ学校については、大学はすべてで、短期大学、高等専門学校、専門学校等については、【分類】下記の短期大学・学科及び高等専門学校、専門学校等の課程を卒業した者のうち、で拓殖大学北海道短期大学を除いて、また日本大学短期大学部 旧生活環境学科住環境コース、福岡国土建設専門学校 旧緑地造園科、旧緑のまちづくり科を含めて、高等学校については.吉備高原学園高等学校、鳥取県立倉吉農業高等学校、奈良県立磯城野高等学校以外の上記に挙げた学校について、当該学校の課程を卒業した者が該当する。